# Нефтекамск
Нефтека́мск (баш. Нефтекамао файле) — город в Российской Федерации, на северо-западе Башкортостана. Население — ↗133 874 (2025), по численности населения четвёртый город в республике после Уфы, Стерлитамака и Салавата. Занимает 124 место среди городов России по количеству проживающих людей. Расположен в Предуралье, на левобережье реки Камы (в 8 км от неё).
Территориально находится внутри Краснокамского района, но административно в него не входит, а образует (вместе с ещё 7 населёнными пунктами) муниципальное образование город Нефтекамск со статусом городского округа.

## Этимология
В 1956 году близ сёл Касёво и Марино было обнаружено нефтяное месторождение — Арланское. С началом разработки месторождения было решено возвести рабочий посёлок нефтяников. В 1963 году был основан город Нефтекамск. Название отражает специализацию города и его расположение неподалёку от реки Кама.

## История
Город Нефтекамск возник на окраине села Касёво, поселения дворцовых крестьян, основанного в начале XVIII века. В результате открытия крупного нефтяного Арланского месторождения в 1955 году был возведён посёлок нефтяников. С 1959 года — рабочий посёлок Нефтекамск (в его состав вошло село Касёво), с 1963 года — город. В 1972 году на основании постановления Совета Министров СССР от 17 декабря 1970 года «О строительстве и реконструкции заводов Министерства автомобильной промышленности для обеспечения Камского автомобильного завода запасными частями и комплектующими деталями» был построен Нефтекамский автозавод.

## Политика
В марте 2019 года главой администрации городского округа стал Ратмир Рафилович Мавлиев. В связи с переходом Р. Мавлиева на работу в г. Уфа, в марте 2021 года главой города стал Эльдар Сергеевич Валидов, работавший ранее заместителем главы администрации. Выборы депутатов Совета городского округа город Нефтекамск Республики Башкортостан пятого созыва в 2020 году показали следующее распределение голосов:
| Партия                | Процент голосов. |
| --------------------- | ---------------- |
| Патриоты России       | 1,50 %           |
| Справедливая Россия   | 6,69 %           |
| ЛДПР                  | 6,94 %           |
| КПРФ                  | 15,13 %          |
| Гражданская платформа | 3,20 %           |
| Единая Россия         | 59,19 %          |
| Яблоко                | 4,52 %           |

Независимыми наблюдателями в Нефтекамске были зафиксированы нарушения на выборах в городскую думу которые проходили досрочно с 2 по 12 и в основной день 13 сентября 2020 года.
Главы администрации:
- 1992—1993 — Курманов, Салават Закиевич
- 1994—2003 — Лим, Игорь Николаевич
- 2003—2006 — Гарифуллин, Илюс Фагитович
- 2006—2010 — Руденко, Олег Анатольевич
- 2011—2012 — Громов, Владимир Борисович
- 2012 —2014 — Гарифуллин, Илюс Фагитович
- 2014—2019 — Давлетов, Рашит Мустафович
- 2019—2022 — Мавлиев, Ратмир Рафилович
- 2022—н.в. — Валидов, Эльдар Сергеевич

## Физико-географическая характеристика

### Географическое расположение
Нефтекамск расположен на северо-западе Башкортостана, в 215 км от Уфы, в 10 километрах от реки Камы. Город занимает территорию 147,25 км², граничит с Краснокамским, Янаульским и Калтасинским районами Башкортостана.

### Климат
Нефтекамск находится в северо-лесостепной подзоне умеренного пояса. Климат континентальный, лето тёплое, зима умеренно холодная (самая низкая зарегистрированная температура зима 1962 г. −52 °C) Средняя температура января −13,7 °C, минимальная −22,8 °C; июля +19,3 °C, максимальная +42,3 °C. Среднегодовая температура воздуха +3,2 °C. Среднее количество осадков — 577 мм.
| Показатель                    | Янв.  | Фев.  | Март  | Апр.  | Май  | Июнь | Июль | Авг. | Сен. | Окт.  | Нояб. | Дек.  | Год   |
| ----------------------------- | ----- | ----- | ----- | ----- | ---- | ---- | ---- | ---- | ---- | ----- | ----- | ----- | ----- |
| Абсолютный максимум, °C       | 5,8   | 9,2   | 14,3  | 30,9  | 36,2 | 38,3 | 45,6 | 38,5 | 33,4 | 26,8  | 14,7  | 5,0   | 45,6  |
| Средний суточный максимум, °C | −9,5  | −7,7  | −0,4  | 11,0  | 20,1 | 24,6 | 25,5 | 22,8 | 16,8 | 7,7   | −1,7  | −6,7  | 8,6   |
| Средняя температура, °C       | −13,7 | −12,6 | −5,8  | 5,2   | 13,1 | 18,0 | 19,3 | 16,5 | 10,9 | 3,6   | −4,8  | −10,4 | 3,4   |
| Средний суточный минимум, °C  | −18,5 | −17,8 | −11,2 | 0,2   | 6,6  | 11,8 | 13,5 | 11,0 | 6,2  | 0,3   | −8,1  | −14,6 | −1,6  |
| Абсолютный минимум, °C        | −48,5 | −43,5 | −34,4 | −29,7 | −9,7 | −1,2 | 1,4  | −0,6 | −6,8 | −25,6 | −35,1 | −45   | −48,5 |
| Норма осадков, мм             | 45    | 37    | 26    | 34    | 37   | 58   | 61   | 60   | 53   | 62    | 53    | 51    | 577   |
| Источник: Погода и климат     |       |       |       |       |      |      |      |      |      |       |       |       |       |

Часовой пояс
Нефтекамск находится в часовой зоне МСК+2. Смещение применяемого времени относительно UTC составляет +5:00.

## Население
| 1959     | 1967     | 1970     | 1973     | 1975     | 1976     | 1979     | 1982     | 1985     | 1986     | 1987     | 1989     |
| -------- | -------- | -------- | -------- | -------- | -------- | -------- | -------- | -------- | -------- | -------- | -------- |
| 2946     | ↗30 000  | ↗46 482  | ↗54 000  | ↗62 000  | →62 000  | ↗69 586  | ↗79 000  | ↗88 000  | ↘87 000  | ↗98 000  | ↗106 801 |
| 1990     | 1991     | 1992     | 1993     | 1994     | 1995     | 1996     | 1997     | 1998     | 1999     | 2000     | 2001     |
| ↗110 000 | ↗111 000 | ↗113 000 | ↗115 000 | ↗116 000 | ↗118 000 | ↗119 000 | ↘118 000 | →118 000 | ↘116 500 | ↘115 700 | ↗115 800 |
| 2002     | 2003     | 2004     | 2005     | 2006     | 2007     | 2008     | 2009     | 2010     | 2011     | 2012     | 2013     |
| ↗122 290 | ↗122 300 | →122 300 | ↘119 100 | ↘118 300 | ↘117 800 | ↗118 000 | ↗118 740 | ↗121 733 | ↗121 800 | ↗122 844 | ↗123 540 |
| 2014     | 2015     | 2016     | 2017     | 2018     | 2019     | 2020     | 2021     | 2025     |          |          |          |
| ↗124 005 | ↗125 000 | ↗125 915 | ↗126 805 | ↗127 821 | ↗129 173 | ↗131 138 | ↗131 942 | ↗133 874 |          |          |          |

На 1 января 2025 года по численности населения город находился на 127-м месте из 1124 городов Российской Федерации.
Национальный состав
По итогам переписи населения 2020 года проживали следующие национальности (национальности менее 0,1 % и другое см. в сноске к строке «Другие»):
| Национальность | Численность, чел. | Доля     |
| -------------- | ----------------- | -------- |
| Татары         | 41 311            | 31,31 %  |
| Русские        | 37 666            | 28,55 %  |
| Башкиры        | 34 543            | 26,18 %  |
| Марийцы        | 12 931            | 9,80 %   |
| Удмурты        | 1584              | 1,20 %   |
| Армяне         | 294               | 0,22 %   |
| Украинцы       | 269               | 0,20 %   |
| Узбеки         | 173               | 0,13 %   |
| Чуваши         | 144               | 0,11 %   |
| Таджики        | 140               | 0,11 %   |
| Азербайджанцы  | 139               | 0,11 %   |
| Другие         | 2748              | 2,08 %   |
| Итого          | 131 942           | 100,00 % |

## Инфраструктура

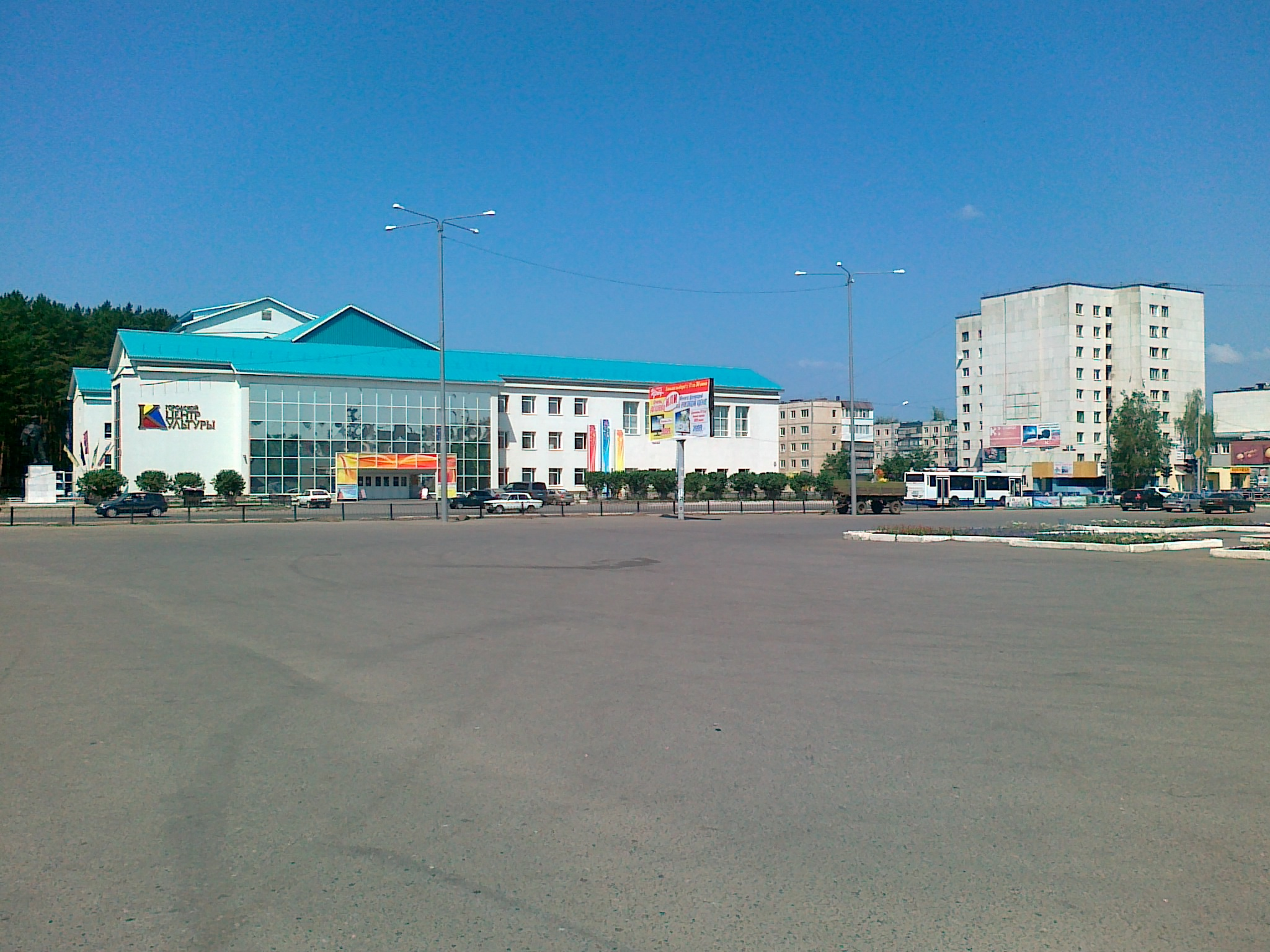
Вид на городской центр культуры

Ежегодно сдаётся более 40 тысяч м² индивидуального жилья. Здравоохранение города и района представлено 3 лечебно-профилактическими учреждениями на 1125 стационарных коек и амбулаторно-поликлиническими учреждениями на 3670 посещений в смену. Имеется комплекс оздоровительных и лечебных зданий «Больничный городок».

## Образование
- Нефтекамский филиал ФГБОУ ВО «Уфимского университета науки и технологий».
- Нефтекамский филиал Восточного института экономики, гуманитарных наук, управления и права
- ГАОУ СПО «Нефтекамский нефтяной колледж».
- ГБОУ СПО «Нефтекамский педагогический колледж».
- ГБПОУ «Нефтекамский машиностроительный колледж».
- Башкирский экономико-юридический техникум. Нефтекамское представительство
- Нефтекамскиц филиал Бирского медицинского колледжа
- ГБПОУ «Нефтекамский многопрофильный колледж».
- МОАУ «Гимназия № 1».
- МОАУ «Башкирская гимназия».
- МОАУ «Лицей № 1».
- 17 средних общеобразовательных школ.
- 42 детских сада.

## Экономика

### Промышленность

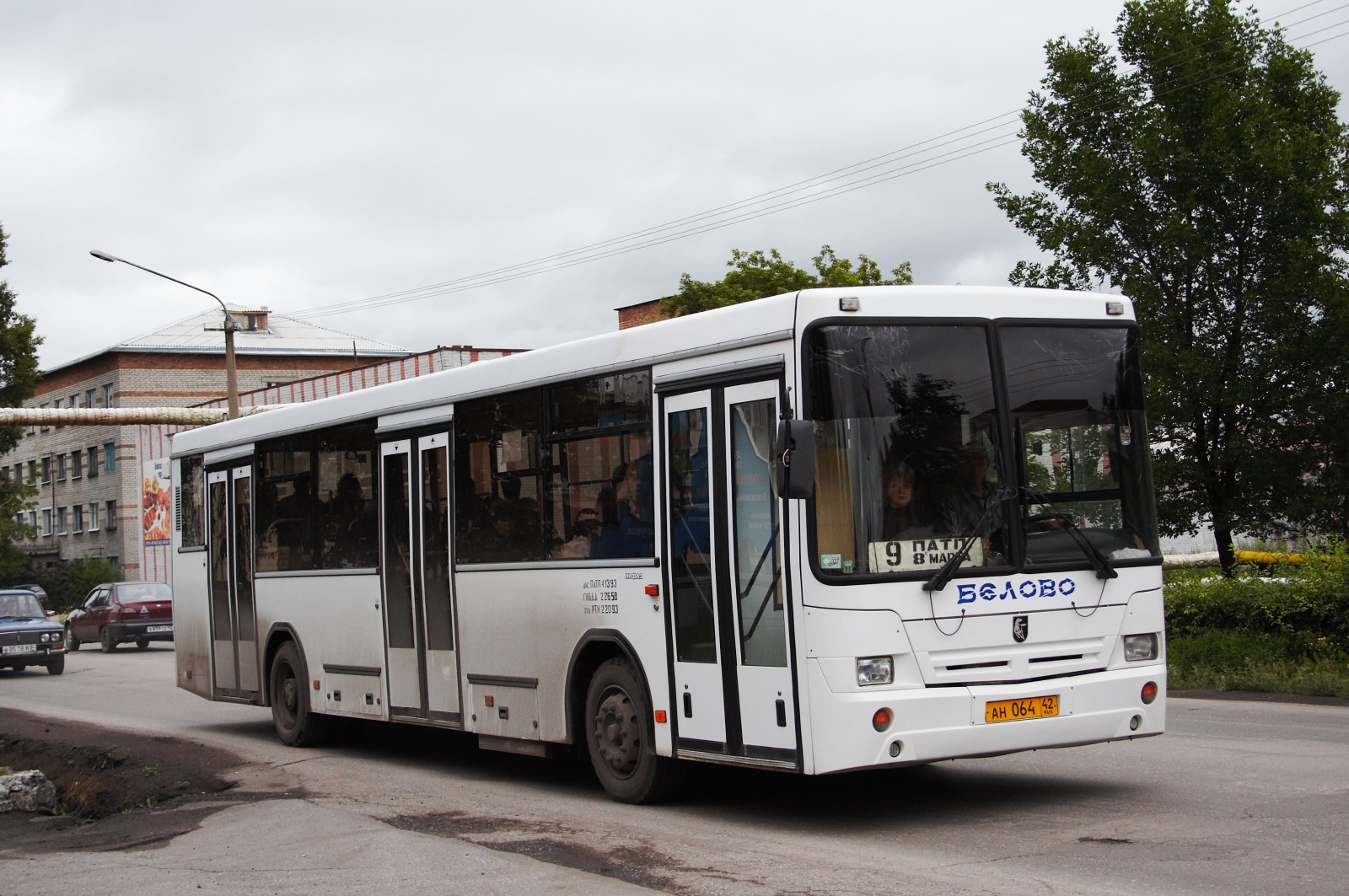
Автобус производства НЕФАЗа в Белово

Нефтекамск — крупный промышленный центр на северо-западе республики. Основные отрасли — машиностроение, топливная, нефтяная промышленность, электроэнергетика, легкая и текстильная промышленность, пищевая и перерабатывающая промышленность.
Экономический потенциал города во многом определяет НЕФАЗ, входящий в группу предприятий ПАО «КАМАЗ», является крупнейшим российским производителем спецнадстроек на шасси автомобиля КАМАЗ и одним из основных производителей пассажирских автобусов в России. Доля в промышленном производстве города составляет более 35 %. Для более шести тысяч жителей города он стал местом работы.
Самая мощная конденсационная тепловая электрическая станция в Башкортостане — Кармановская ГРЭС, входит в состав ООО «Башкирская генерирующая компания». Предприятие вырабатывает около 40 % электроэнергии республики, а также питает электрической энергией соседние регионы страны.
Легкая и текстильная промышленность представлена АО «Искож». Основными продуктами производства предприятия являются искусственная кожа, тентовые материалы (используемые для производства укрывных изделий из тентов), дублированные и триплированные материалы. Ассортимент выпускаемой продукции обеспечивает население и предприятия не только республики Башкортостан и России, но и стран СНГ.
ОАО «Амзинский лесокомбинат» является одним из уникальных предприятии не только в Башкирии, но и в России. Это предприятие с полным производственным циклом: лесозаготовка, вывозка, разделка, механическая и лесохимическая обработка древесины. Клиентами ОАО «Амзинский лесокомбинат» являются предприятия цветной металлургии, целлюлозно-бумажная, обувная, лакокрасочная отрасли. На рынке товаров народного потребления спросом пользуется пищевой уксус и кислота (70 %), активированный уголь, выпускаемые Амзинским лесокомбинатом.
ООО «НКМЗ-Групп» (ранее ООО «Нефтекамский машиностроительный завод») основано в 2002 году на производственной базе «Нефтекамского завода бурового инструмента», построенного в 1986 году, и занимается разработкой и производством оборудования для предприятий нефтегазовой промышленности. Одним из направлений работы ООО «НКМЗ-Групп» является разработка и производство пакерно-якорного оборудования, скважинной оснастки, двухпакерных и многопакерных компоновок типа КОУС, отвечающих современным требованиям эксплуатации, а также комплексов оборудования, обеспечивающих проведение всех технологических операций в процессе эксплуатации скважин и автоматическое перекрытие ствола скважины клапаном-отсекателем в случаях нарушения режима работы скважины.
ООО «Торговые стеллажи» производит и поставляет металлические стеллажи торгового и складского назначения по всей России.
ООО «Автопласт» производит изделия из стеклопластика

### Финансовые услуги
Банковские учреждения представлены в городе филиалами и отделениями Россельхозбанка, ВТБ, Сбербанка и других. В городе действуют филиалы более десятка страховых компаний.

### Медицинские услуги
В системе здравоохранения города Нефтекамска развернуто 3 лечебно-профилактических учреждения: центральная городская больница, городская стоматологическая поликлиника, республиканский противотуберкулезный диспансер. Также представлен ряд частных медицинских учреждений.

## ТОР «Нефтекамск»
Постановлением Правительства РФ от 12 февраля 2019 года № 129 утвержден статус территории опережающего социально-экономического развития.

## Транспорт
Через город проходит развитая сеть автомобильных дорог, связывающая его с Уфой, Бирском, Янаулом, Агиделью, Октябрьским, Ижевском, Самарой, Казанью, Пермью, и Камбаркой (Удмуртия).

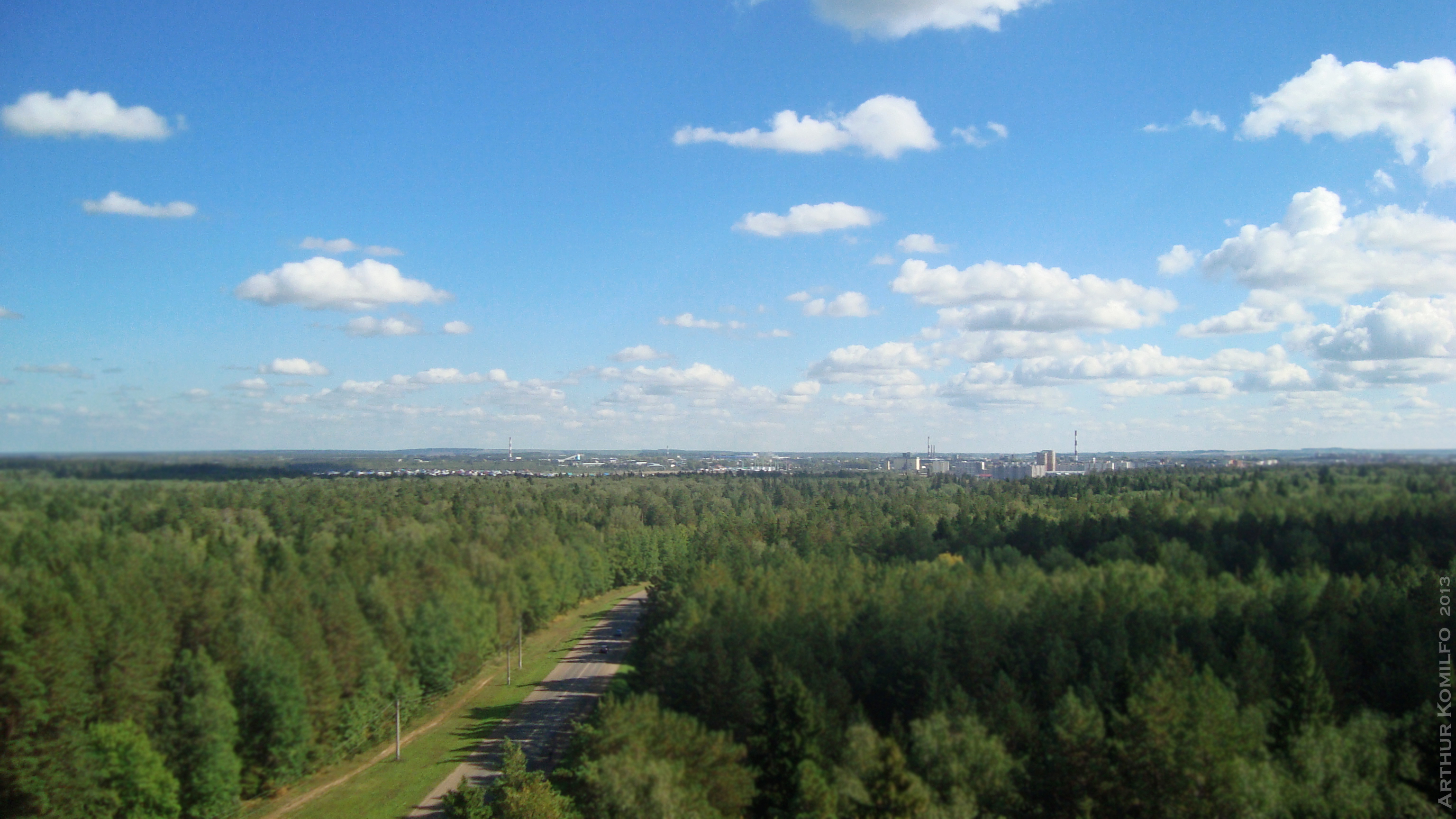
Автодорога Нефтекамск — Николо-Березовка

### Авиация
На северо-востоке в 6 км от центра города расположен аэропорт. Однако ныне он не функционирует.

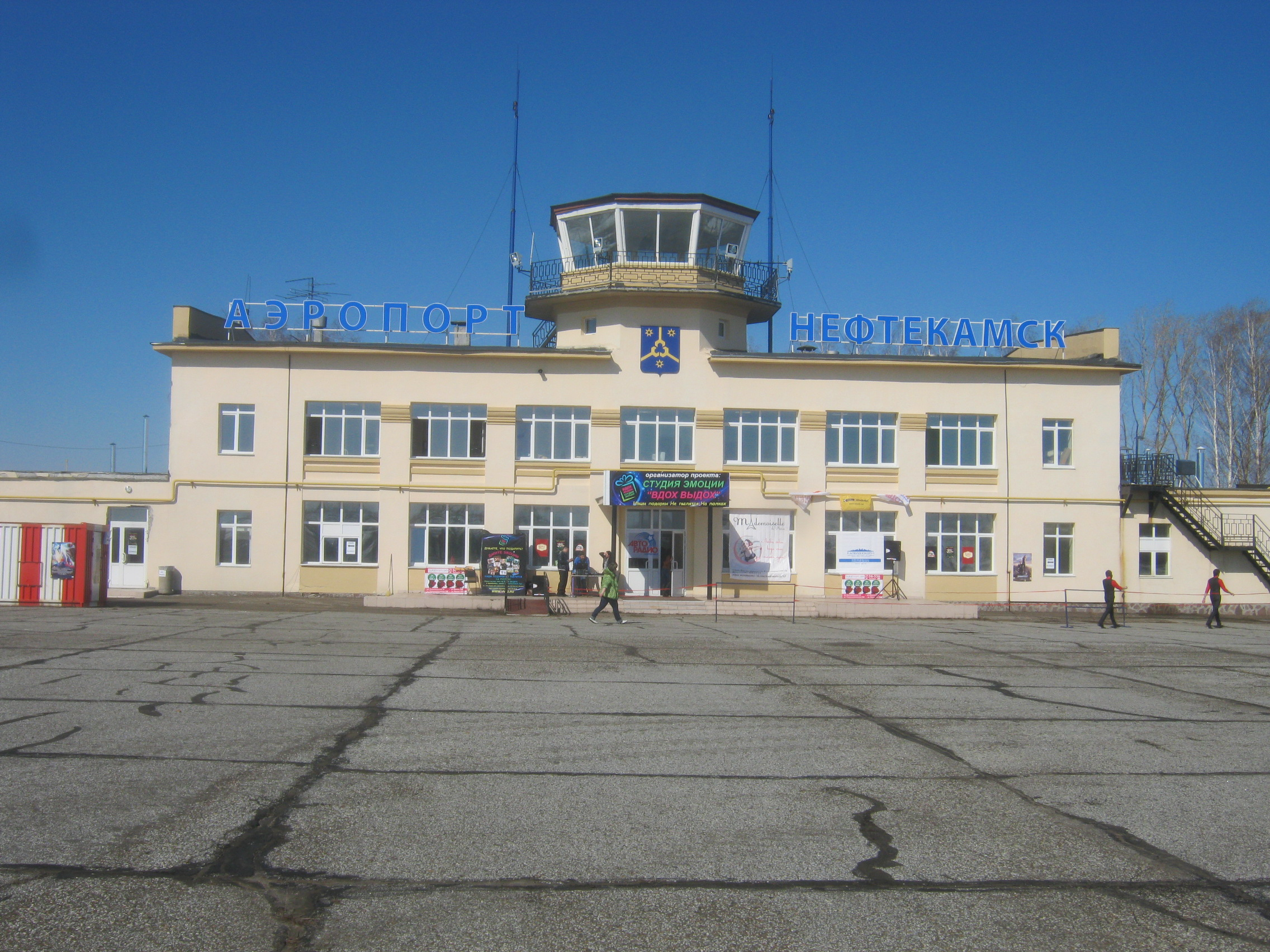
Нефтекамский аэропорт

### Железнодорожный транспорт
Ближайшей узловой железнодорожной станцией, расположенной в 20 километрах от города, является станция в селе Амзя.

### Общественный транспорт
Городской общественный транспорт представлен десятью (в летнее время запускается маршрут № 13 до сад. огородов) маршрутами автобуса, которые обслуживаются Нефтекамским ПАТП, филиалом Башавтотранс. Подвижной состав представлен автобусами малого класса Mercedes-Benz Sprinter, ПАЗ-3203, Газель Вектор NEXT и автобусами большого класса НЕФАЗ-5299.

## Культурно-развлекательные центры
В городе имеются: Историко-краеведческий музей, картинная галерея «Мирас», 2 кинотеатра, Городской центр культуры, Башгосфилармония, ДК «Дворец молодежи», Культурно-учебный «Дом физкультуры», Центр развития творчества детей и юношества, МФК «Урал», ночные клубы, рестораны, кафе и т. п.

## Памятники
- Памятник Воину-освободителю
- Памятник ликвидаторам последствий катастрофы на Чернобыльской АЭС
- Мемориальный комплекс «Вечный огонь»
- Памятник «Героям Гражданской войны»
- Памятник «Участникам локальных войн, военных конфликтов и погибшим при исполнении служебных обязанностей по защите интересов Отечества»
- Памятник-бюст В. И. Ленина
- Памятник нефтяникам — основателям города
- Памятник коммунальным службам
- Памятник альпинистам Соловьеву Максиму и Роганову Сергею в честь покорения горы Мунку-Сардык в 1897 году

## Средства массовой информации

### Телевидение
Первая городская телекомпания «Арт-ТВ» начала свою работу в 1996 году. Сетевым партнёром «Арт-ТВ» является канал ТВ 3. С 2004 года в городе работает корпункт республиканского телеканала ООО «Телестудия БСТ-Нефтекамск». С 2007 года в городе появился собственный телеканал «НЕФТЕКАМСК24». С 11 августа 2008 года работает городской круглосуточный информационно-развлекательный телеканал «Next-TV».
- Первый канал
- Россия 1 / ГТРК Башкортостан
- Городской телеканал UTV
- ТВ Центр
- НТВ
- Пятница! / Арт-ТВ
- СТС
- ТНТ / Седьмой канал
- БСТ
- Матч ТВ
- Россия К
- Первый мультиплекс цифрового телевидения России
- НЕФТЕКАМСК24
- Next-TV

### Радио
- 95,5 Радио России / ГТРК Башкортостан
- 96,5 Вести FM
- 97,9 Радио Маяк
- 99,6 Радио Пи FM
- 100,6 Авторадио
- 101,1 Радио Юлдаш
- 101,7 DFM
- 102,3 Русское радио
- 104,7 Спутник FM
- 105,4 Дорожное радио
- 105,8 Радио ENERGY
- 106,5 Европа Плюс
- 107,1 Ретро FM

### Печатные издания
Издаются газеты «Красное знамя», «Весточка», «Деловая», «Метро 74», «Честь имею», журнал «В городе Н» и другие.
Редакция республиканской газеты на марийском языке «Чолман» находится в Нефтекамске.

## Телекоммуникации
Мобильная связь
МТС, Билайн, МегаФон, Смартс, в том числе мобильная связь третьего поколения (4G): Билайн, Мегафон, Yota, Сотел-ССБ (CDMA 2000 1Х (IMT-MC 450)).
Стационарная связь
Ростелеком
Кабельное телевидение
Уфанет, Ростелеком

## Спорт
- Хоккейный клуб «Торос», из высшей лиги российского хоккея. Клуб является чемпионом ВХЛ в сезоне 2011/2012, 2012/2013 и ВХЛ в сезоне 2014/2015. Действует ДЮСШ
- Молодёжная команда «Тороса», «Батыр», играет в Первенстве МХЛ, в сезоне 2012/13 дошёл до финала Кубка Регионов. Расформирован в 2018 году.
- Футбольный клуб «Торпедо». Выступает в Чемпионате республики Башкортостан по футболу.

## Религия
Мечети:
- Соборная мечеть;
- Мечеть Али;
- Мечеть Сунна

Православные храмы:
- Кафедральный собор святых апостолов Петра и Павла;
- Храм Космы и Дамиана

Протестанские общины:
- Дом молитвы всех народов евангельских христиан-баптистов Добрая весть

## Города-побратимы
1. Елабуга, Россия (2020)
2. Альметьевск, Россия (2020)
3. Октябрьский, Россия (2017)
4. Йошкар-Ола, Россия (2018)

## Экология
В 2019 году появилась информация о постройке в городе Камбарка вблизи Нефтекамска завода по обезвреживанию химических отходов 1 и 2 классов опасности. Против строительства выступили жители Удмуртии, Нефтекамска, в котором 14 июля 2019 года прошёл митинг. Жители города высказывали опасения за экологические последствия работы завода и заявляли, что постройка негативно отразится на безопасности питьевой воды.